# Posoqueria acutifolia
Posoqueria acutifolia är en måreväxtart som beskrevs av Carl Friedrich Philipp von Martius. Posoqueria acutifolia ingår i släktet Posoqueria och familjen måreväxter. Inga underarter finns listade i Catalogue of Life.